# فالكو للطاقة
فالكو للطاقة هي شركة تعمل في مجال استكشاف وإنتاج النفط والغاز الطبيعي، مقرها هيوستن، الولايات المتحدة. في 14 أكتوبر 2022 استحوذت فالكو للطاقة على ترانس جلوب إنرجي الكندية.

## مناطق الامتياز
ترانس جلوب متخصصة في العمل على حقول النفط البرية ذات احتياطيات 5 ملايين برميل وأكثر وعلى الآبار ذات الإنتاجية والاحتياطيات العالية.

### مصر
في 2022 استحوذت فالكو للطاقة على ترانس جلوب إنرجي الكندية.
| منطقة الإمتياز                                                                                             | الشركة القائمة بالعمليات                    | الشركة الموقعة للإتفاقية                       | التشريعات المنظمة       | التشريعات المنظمة                   | ملاحظات                                   |
| منطقة الإمتياز                                                                                             | الشركة القائمة بالعمليات                    | الشركة الموقعة للإتفاقية                       | القانون                 | التعديلات أو القوانين التي حلت محله | ملاحظات                                   |
| --- | ------------------------------------------- | ---------------------------------------------- | ----------------------- | ----------------------------------- | ----------------------------------------- |
| مناطق التنمية المندمجة غرب بكر وغرب غارب وشمال غرب غارب البرية بالصحراء الشرقية                            | بتروبكر "حالياً"                             | - ترانس جلوب غرب بكر إنك - ترانس جلوب غرب غارب | قانون رقم 159 لسنة 2021 |                                     | مناطق مندمجة بالإشتراك مع: تي جي إن دبليو |
| شمال غرب سترا الصحراء الغربية                                                                              |                                             | ترانس جلوب بتروليم إيجيبت إنك                  | قانون رقم 215 لسنة 2014 |                                     |                                           |
| شمال غرب غارب البرية بالصحراء الشرقية (شمال غرب غارب 1، شمال غرب غارب 2، شمال غرب غارب 3، شمال غرب غارب 4) | إن دبليو غارب شمال غرب غارب للبترول "سابقاً" | ترانس جلوب إنرجي كوربوريشن                     | قانون رقم 93 لسنة 2013  |                                     | اندمجت بالقانون رقم 159 لسنة 2021         |
| جنوب غزالات بالصحراء الغربية                                                                               |                                             | ترانس جلوب إنرجي كوربوريشن                     | قانون رقم 86 لسنة 2013  |                                     |                                           |
| جنوب غرب غارب البرية بالصحراء الشرقية                                                                      |                                             | ترانس جلوب إنرجي كوربوريشن                     | قانون رقم 85 لسنة 2013  |                                     |                                           |
| جنوب شرق غارب البرية بالصحراء الشرقية                                                                      |                                             | ترانس جلوب إنرجي كوربوريشن                     | قانون رقم 84 لسنة 2013  |                                     |                                           |
| غرب غارب بالصحراء الشرقية "غرب غارب، حوشيه، غرب حوشيه، أرطا، شرق أرطا"                                     | دارا للبترول "سابقاً"                        | ترانس جلوب بتروليم إنترناشيونال إنك            | قانون رقم 15 لسنة 1998  |                                     | اندمجت بالقانون رقم 159 لسنة 2021         |
| غرب بكر | غرب بكر للبترول "سابقاً"                     | ترانس جلوب غرب بكر إنك                         | قانون رقم 33 لسنة 1975  | قانون رقم 163 لسنة 2005             | اندمجت بالقانون رقم 159 لسنة 2021         |

بدأت ترانس جلوب العمل في مصر عام 2008 بشراء امتياز إنتاج لحقل عامل في الصحراء الغربية.
وفي نوفمبر 2012، فازت ترانس جلوب للطاقة على 4 امتيازات للتنقيب عن النفط في مصر، على أن تبدأ لشركة في إنتاجها في 2014. وللشركة أيضاً مشروعات لتطوير وإنتاج النفط من منطقة رأس غارب، وقد وصل إنتاجها في 2012 إلى 18.000 برميل نفط/يومياً.
للشركة 4 مناطق امتياز في مصر: (100% في منطقة امتياز غرب غريب، 100% في منطقة امتياز غرب بكر، 50% في منطقة امتياز شرق غزالة، 100% في منطقة امتياز جنوب العلمين).
ترانس جلوب في انتظار التصديق على امتياز جديد حصتها فيه 100% في بلوكات تنقيب مصرية، منذ 6 نوفمبر 2012.
في مايو 2013، أعلنت ترانس جلوب عن اكتشاف بئر منخفض القطارة الذي قد يحول مصر إلى أكبر منتج بترول في العالم، وتملك الشركة حق امتياز بالعمل بمنطقة جنوب العلمين في مصر بنسبة 100%.
وكانت الشركة قد حصلت في يونيو 2012 على امتياز بتشغيل 50% لمنطقة جنوب العلمين في مصر، وفي يوليو 2012، استحوذت الشركة على النسبة المتبقية الـ 50٪، وأصبحت الشركة الآن تملك 100٪ من حق التنقيب بالمنطقة.
ويقع البئر جنوب العلمين في الصحراء الغربية لمصر، وتقوم الشركة بالتنقيب في حوالي 1.423 كيلو متر مربع ما يعادل (356 ألف فدان)، ولا تزال الشركة في مرحلة الاستكشاف، موضحة أنه تم اكتشاف بئر نفط البراق في منطقة «أكس 2»، بمنطقة الطباشيري، ويعد الاختبار الأول الابتدائي يضخ بمعدل 800 إلى 1.323 برميل يوميا من النفط في حالة عدم وجود الماء، وتراجع الضغط بنسبة 13% خلال 28 ساعة في اختبار الجذعية، في منطقة الطباشيري الثانوية يؤكد الاختبار أنها تضخ بمعدل 274 برميلا يومياً من النفط بمعدل 32 API إلى 35 API، والماء بنسبة 4%.
وشددت الشركة على أن معدلات الاختبار ليست بالضرورة مؤشرا للأداء على المدى الطويل، ولكن من المتوقع أن البئر ينبغي أن يكون قادرا على إنتاج حوالي 1.700 برميل نفط يوميا. والعمل سيكون من خلال شركة ترانس جلوب الذي يركز على تقييم وتطوير اكتشاف النفط في منطقة البراق «أكس2» التي ستتضمن حفر بئرين على الأقل وأعدت الفريق التقني للشركة عددا من الخيوط على مساحة الاستكشاف المتبقية.
وأوضحت أن تكاليف الإنتاج ستكون 30% وسيتم توزيع 14% من نسبة الربح كما تحصل الحكومة المصرية على 86%، مشيرة إلى أن العمل سيستمر لمدة خمس سنوات على أن تتحمل الشركة تكاليف التشغيل وتتحمل الحكومة المصرية المستحقات الضريبية على المشروع.

#### مديونيات الشركة
في أبريل 2013، أظهرت تقارير شركات أن مصر مدينة لشركات النفط بخمسة مليارات دولار على الأقل نصفها مدفوعات متأخرة مما يبرز الصعوبات التي تواجهها الدولة لسداد تكاليف الطاقة المرتفعة في ظل دعمها للأسعار لتفادي احتجاجات شعبية. وأرجأت مصر سداد مدفوعات للشركات المنتجة للنفط والغاز في أراضيها في ظل تراجع احتياطيات النقد الأجنبي وارتفاع تكاليف الغذاء وتراجع إيرادات السياحة منذ ثورة 25 يناير 2011. وتأمل معظم شركات النفط في الحصول على مستحقاتها كاملة لكنها تقر بأن ذلك قد يستغرق عدة سنوات. وبالرغم من أنها لا تزال تخطط للاستثمار في مشروعات جديدة في مصر إلا ان مسألة الديون تظل تحديا. وقد يؤدي تأجيل السداد للشركات المنتجة للنفط والغاز إلى إعاقة الاستثمار في القطاع وهو ما قد يهدد أمن الطاقة في مصر. وبلغت ديون ترانس گلوب على مصر حتى نهاية ديسمبر 2012، 220 مليون دولار.

### اليمن
للشركة 4 مناطق امتياز في اليمن (13.81087% من بلوك 32، 25% في بلوك إس-1، 20% في بلوك 72، و25% في بلوك 75).
في نوفمبر 2008، أعلنت ترانس جلوب انخفاض إنتاجها من النفط نتيجة لأعمال الصيانة وكانت قد توقعت أيضاً في وقت سابق أن يصل إنتاجها من النفط في 2008 إلى 7450-7650 برميل نفط/يومياً.
وكانت الحقول التي تشغلها شركة ترانس جلوب تنتج في شهر نوفمبر 2008 ما بين 3500 برميل نفط/يومياً مقارنة بـ 3776 برميل نفط/يوماً في أكتوبر 2007. وكانت الشركة قد نقلت معدات حفر للقيام بتطوير بئر تاسور في منطقة امتياز بلوك 32. أمن بلوك 72 فقد تم الحفر في بئر سير إلى عمق 1.794م أما البئر الثانية فتم الحفر فيها في منتصف 2009.
وفي ديسمبر 2008 حصلت الشركة على الموافقة للاستكشاف في بلوك 72 للفترة ثلاثون شهراً وبدأ الحفر والاستكشاف في هذا القطاع مطلع يناير 2009. وفي أوائل 2009 بدأت الشركة في أعمال الحفر والتطوير للآبار النفطية في القطاع رقم S-1 وبلوك 75، وفي حقل ناجية.